# Batalla de Falkirk
La batalla de Falkirk fou un enfrontament de la Primera guerra per la independència d'Escòcia, en la que els anglesos dirigits pel mateix rei Eduard I d'Anglaterra aconseguiren una clara victòria sobre els escocesos. La derrota va causar la renúncia de William Wallace com Guardià d'Escòcia.

## Rerefons
Quan els anglesos foren totalment derrotats a mans de William Wallace a la batalla del pont de Stirling, el rei Eduard I d'Anglaterra es trobava guerrejant a França. Totalment exasperat després de rebre les notícies, Eduard va pactar ràpidament una treva amb els francesos per retornar a Anglaterra, amb la ferma decisió de subjugar Escòcia d'una vegada per totes i annexar-la a la seva corona o bé governar-la mitjançant un virrei.
El 1298 i al davant d'un nombrós i disciplinat exèrcit de 80.000 infants més un poderós contingent de cavalleria (molts d'ells veterans de la guerra amb França), Eduard entrava a Escòcia per la frontera oriental sense trobar gaire resistència, a part de l'oferta pel castell de Dirleton a East Lothian.
A l'altura del Forth de Clyde va ordenar acampar en espera de queviures que li havien de ser enviats per mar, prenent posicions a Kirkliston, una antiga fortalesa dels cavallers Templers que havien heretat els cavallers de Sant Joan al seu servei. Allí estant, Eduard va patir una rebel·lió del contingent gal·lès que l'acompanyava, nació que també havia conquerit anys abans. Aparentment, després d'haver estat bevent tota la nit, va esclatar una picabaralla entre els soldats anglesos i els gal·lesos, i durant el tumult foren morts divuit eclesiàstics anglesos. En un acte de venjança, els cavallers anglesos carregaren contra els de Gal·les, matant-ne també divuit i causant que la resta decidís desertar i unir-se al cabdill escocès William Wallace. Quan Eduard fou coneixedor de la traïció, va exclamar No em preocupa, deixeu que els meus enemics se'n vagin i s'uneixin als meus enemics, confio en què un dia els castigaré a tots junts.
Mentrestant l'exèrcit escocès anava seguint l'anglès, sense presentar batalla. Sabien que la flota amb els queviures que necessitava el rei s'havia demorat per mal temps i esperaven el moment per llençar un atac sorpresa i castigar-ne la retirada. Malgrat tot, l'estratègia gal·lesa fou comunicada al rei Eduard per la seva xarxa d'espies, així com la posició exacte de Wallace. Les paraules d'Eduard foren: Gràcies a Déu. No tindran necessitat de perseguir-me doncs jo aniré al seu encontre.

## Batalla
El matí del 22 de juliol de 1298, els anglesos prengueren posicions en un turó als voltants de Falkirk, amb l'exèrcit escocès a la plana, en formació de batalla, entre el poble i el riu Carron. El bisbe de Durham va fer una missa per les tropes angleses, després de la qual el rei va proposar que els homes es refresquessin i mengessin, però aquests es mostraren impacients per atacar i les tropes s'organitzaren en tres seccions. Mentre, els escocesos s'agrupaven en quatre formacions circulars defensives, armades de llargues llances per repel·lir la cavalleria, amb els arquers situats en els intervals i la cavalleria a la rereguarda.
Wallace va exclamar: Jo us he dut a la pista de ball, ara que cadascú balli com millor sàpiga.
Les dues seccions de les ales angleses van caure sobre les defenses escoceses, que en resistiren l'empenta, però llavors, davant la sorpresa de tothom, la cavalleria escocesa i el contingent vassall de John Comyn abandonà el camp de batalla, privant en Wallace d'uns deu mil homes. La causa de la deserció foren les enveges personals i les ànsies de poder entre els diferents cabdills escocesos que lluitaven pel comandament suprem.
Sense l'amenaça de la cavalleria enemiga, els arquers anglesos no van tenir cap obstacle per disparar un núvol de fletxes sobre els escocesos, que mal protegits contra la pluja de projectils, finalment van cedir.
Durant la confusió que va seguir la retirada, contingents sencers foren rodejats i anihilats, però Wallace va aconseguir guiar els seus homes a l'altra banda del riu. 15.000 escocesos quedaren morts al camp de batalla, amb figures importants com sir John Graham, sir John Stewart o Macduff, la mà dreta de Wallace en afers militars. Els anglesos tingueren poques baixes, d'entre les que en destacà la mort del Gran mestre Templer sir Brian Le Jay.

## Fets posteriors
Wallace es va retirar fins a Perth, cremant el poble de Stirling durant el seu camí per tant que els anglesos no trobessin res de profit al seu pas. Un cop a Perth va renunciar al títol de Guàrdia d'Escòcia i va desbandar els seus seguidors. Poc temps després cauria en mans d'Eduard i seria executat en públic.